# Achantodes
Achantodes és un gènere monotípic d'arnes de la família Crambidae. Conté només una espècie, Achantodes cerusicosta, que es troba a Colòmbia.